# Trichophoroides pilicornis
Trichophoroides pilicornis là một loài bọ cánh cứng trong họ Cerambycidae.